# Ahti Hammar
Ahti Hammar, né le 9 septembre 1911 et décédé le 26 janvier 1979, était un peintre héraldiste et un lithographe finlandais.
Il est un des douze membres fondateurs de la "Société d'héraldique de Finlande".
Il est l'auteur de nombreux blasons officiels en Finlande.